# Frontière entre Cuba et la Jamaïque
La frontière entre Cuba et la Jamaïque est entièrement maritime et se situe en mer des Caraïbes.
En février 1994, un traité fut formalisé avec une ligne de démarcation en 89 points fixant une ligne de démarcation à équidistance des deux îles.